# Felix - Il coniglietto e la macchina del tempo
Felix - Il coniglietto e la macchina del tempo (Felix 2 - Der Hase und die verflixte Zeitmaschine) è un film d'animazione tedesco del 2006 diretto da Giuseppe Maurizio Laganà.
Il film è stato tratto dai libri di Annette Langen e Costanza Droop. Il film è il sequel di Felix - Il coniglietto giramondo.

## Trama
Berlino. Dopo che Felix, Sophie, Lena e Nicolas non riescono a trovare un pezzo del puzzle di Nefertiti, il padre decide di portarli al museo Neues di Berlino, Felix fa conoscenza con il Dr. Snork, uno stravagante scienziato che inventa una macchina del tempo in grado di viaggiare virtualmente nel passato e nel futuro. Felix entra nella capsula di trasporto, per testarla, ma a causa di un errore di distrazione del Dr. Snork, viene mandato nel passato insieme a Gertrude la tartaruga marina e Wolly il mammut che risiedono nel museo, portati in vita mentre il Dr. Snork cercava di far funzionare la sua macchina del tempo. Felix affronta una grande avventura nell'Età della pietra dove incontra Uma, figlia del capotribù degli Homo Habilis, la madre é alla ricerca di procurarsi una pelliccia di mammut. La tribù di Uma sono in conflitto con delle tigri dai denti a sciabola Felix, risolve la questione facendoli scoprire il fuoco. I tre poi si ritrovano nell'Antico Egitto e incontrano Nefertiti che vuole farli i loro schiavi, ma grazie a Olabisi, la ancella di Nefertiti riescono a scappare ma Wolly decide di rimanere in Egitto e Gertrude se ne va via sul Nilo, mentre Felix si ritrova tra gli antichi vichinghi di Erik il Rosso e incontra suo figlio Leif Erikson che si offre di accompagnarlo a casa anche se suo padre non vuole, perché dice che è troppo pericoloso. Felix affronta una tempesta e grazie a un gruppo di balene, riescono a salvarsi, e salvano anche la ciurma di Erik, insieme a Lori approdano in America, precisamente sull'isola di Terranova. Gertrude intanto si innamora di Herbert con cui cova le loro uova.
Felix si ritrova nel periodo dell'America nativa dove incontra Sheky, chiamato Foglia-che-Trema, membro della tribù dei Pawnee, più volte molestato da Corvo-Nero e Cane-Giallo; membri della tribù dei Sioux. Sheky viene catturato da loro, grazie a un castoro e un bisonte Felix riesce a liberarlo e a fuggire. Poi incontra di nuovo Gertrude e insieme decidono di esplorare l'oceano prima della nascita delle sue uova. Dopo averla aiutata a nascondere le sue uova dai granchi, Felix ritorna di nuovo nell'Antico Egitto, a causa della magia dello ciondolo dello scarabeo dato da Olabisi quando gli aveva aiutati a fuggire, lì scopre che è ricercato e deve salvare Wolly, che è stato sepolto vivo nella piramide ma viene catturato da Nefertiti, e viene portato nelle prigioni dove incontra un ippopotamo di nome Hippo, e Marabuti una gru, Olabisi durante la notte gli fa evadere, liberando così anche Wolly. I due si ritrovano nel Medioevo dove Matilda, principessa del regno e nipote del re desidera diventare cavaliere ed è promessa sposa di Sir Gild De Brutus che desidera diventare re a tutti i costi. Sir Gild deve scontrarsi con il padre di Matilda, durante il duello scopre che non è lui nella armatura, ma Matilda con l'aiuto di Wolly riesce a sconfiggerlo gettandolo nel fossato del castello. Il viaggio si conclude e Felix ritorna a casa da Sophie mentre Wolly rimane come attrazione per il museo.